# Roghudi
Roghudi is een gemeente in de Italiaanse provincie Reggio Calabria (regio Calabrië). De plaats telt 1323 inwoners (31-12-2004), heeft een oppervlakte van 36,5 km² en een bevolkingsdichtheid van 38 inwoners per km².
De volgende frazioni maken deel uit van de gemeente: Chorio, Rughudi Nuovo, Rughudi Vecchio.

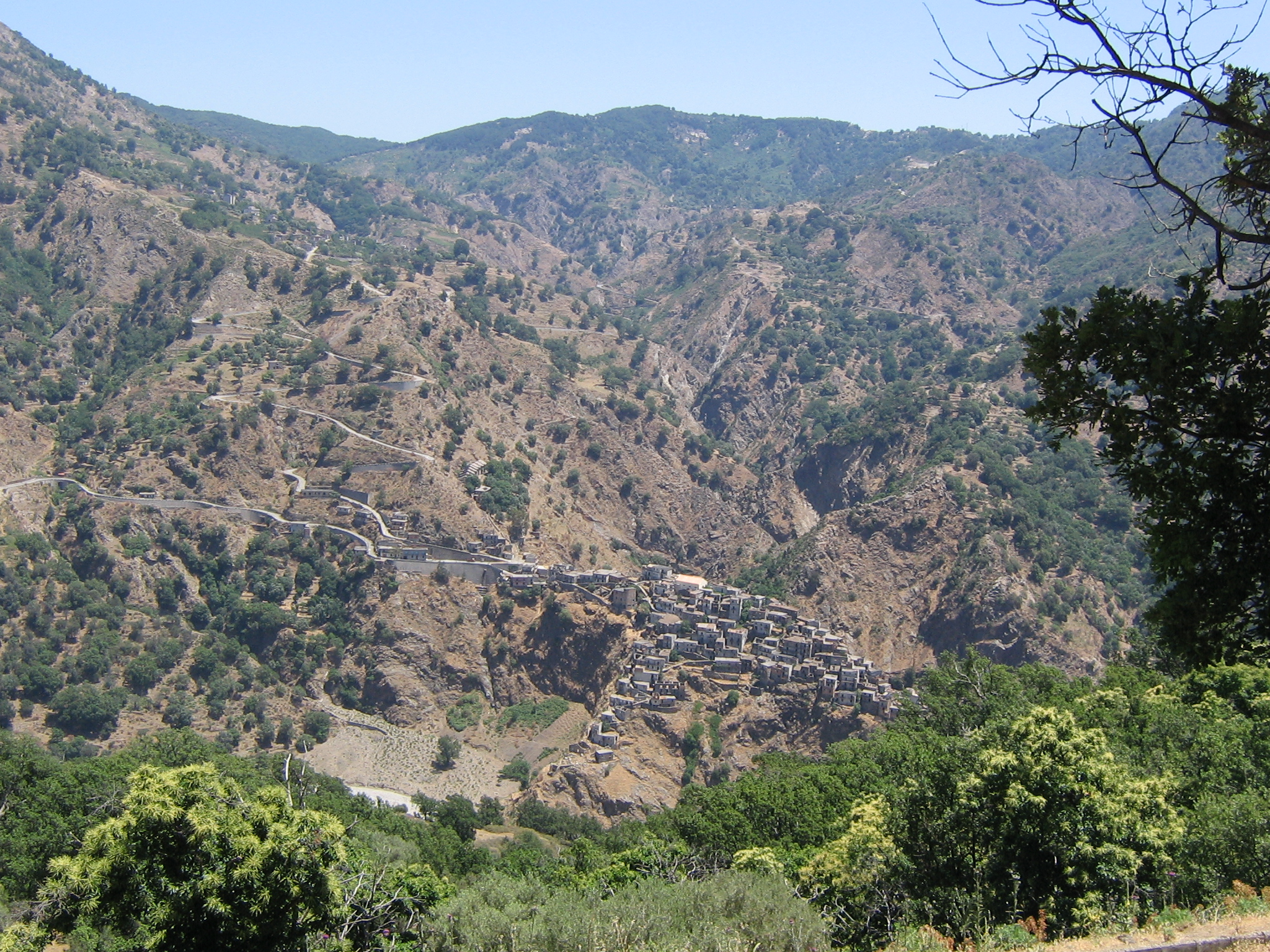
Aspromonte
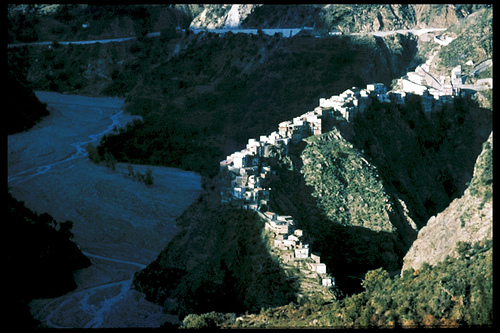
Roghudi

## Demografie
Roghudi telt ongeveer 487 huishoudens. Het aantal inwoners daalde in de periode 1991-2001 met 10,8% volgens cijfers uit de tienjaarlijkse volkstellingen van ISTAT.
| Jaar | Inwoneraantal |
| ---- | ------------- |
| 1991 | 1530          |
| 2001 | 1365          |

## Geografie
De gemeente ligt op ongeveer 55 m boven zeeniveau.
Roghudi grenst aan de volgende gemeenten: Africo, Bova, Condofuri, Cosoleto, Melito di Porto Salvo, Roccaforte del Greco, Sinopoli.
Africo · Agnana Calabra · Anoia · Antonimina · Ardore · Bagaladi · Bagnara Calabra · Benestare · Bianco · Bivongi · Bova · Bova Marina · Bovalino · Brancaleone · Bruzzano Zeffirio · Calanna · Camini · Campo Calabro · Candidoni · Canolo · Caraffa del Bianco · Cardeto · Careri · Casignana · Caulonia · Ciminà · Cinquefrondi · Cittanova · Condofuri · Cosoleto · Delianuova · Feroleto della Chiesa · Ferruzzano · Fiumara · Galatro · Gerace · Giffone · Gioia Tauro · Gioiosa Ionica · Grotteria · Laganadi · Laureana di Borrello · Locri · Mammola · Marina di Gioiosa Ionica · Maropati · Martone · Melicucco · Melicuccà · Melito di Porto Salvo · Molochio · Monasterace · Montebello Ionico · Motta San Giovanni · Oppido Mamertina · Palizzi · Palmi · Pazzano · Placanica · Platì · Polistena · Portigliola · Reggio Calabria · Riace · Rizziconi · Roccaforte del Greco · Roccella Ionica · Roghudi · Rosarno · Samo · San Ferdinando · San Giorgio Morgeto · San Giovanni di Gerace · San Lorenzo · San Luca · San Pietro di Caridà · San Procopio · San Roberto · Sant'Agata del Bianco · Sant'Alessio in Aspromonte · Sant'Eufemia d'Aspromonte · Sant'Ilario dello Ionio · Santa Cristina d'Aspromonte · Santo Stefano in Aspromonte · Scido · Scilla · Seminara · Serrata · Siderno · Sinopoli · Staiti · Stignano · Stilo · Taurianova · Terranova Sappo Minulio · Varapodio · Villa San Giovanni
1. ↑  https://demo.istat.it/?l=it.